# 小豆餡
小豆餡（アズキあん、繁体字: 豆沙/紅豆沙; 簡体字: 豆沙/红豆沙; 日本語: あんこ; 朝鮮語: 팥소、英語: red bean paste, red bean jam, adzuki bean paste, anko）は、東アジア料理で使用されるアズキから作られる餡である。小豆餡はアズキを煮た後にすり潰すことによって作られる。製造する際に餡に甘味を加えても構わない。小豆餡の色は通常はアズキの皮に由来する小豆色になる。朝鮮料理では製造前にアズキ（大抵は黒いアズキ）の皮を剥いて白い小豆餡を作ることもある。甘味を加える前にふるいにかけて皮を取り除くこともでき、よりなめらかで均質な小豆餡を作ることができる。

## 語源
日本語には餡（あん）、餡子（あんこ）、小倉（おぐら）など小豆餡を指すための多くの名称がある。厳密には「餡」という用語はほぼ全ての甘い食用のすり潰されたペーストを指すが、修飾語がない場合は小豆餡のことであることが多い。小豆餡以外の一般的な餡の種類としては、シロインゲンマメなどの白い豆から作られる白餡、グリーンピースから作られるうぐいす餡、クリから作られる栗餡などがある。
中国語でも豆沙（拼音: dòushā）は修飾語がない場合は小豆餡を指し、紅豆沙（拼音: hóngdòushā）は小豆餡を明示的に指す。
朝鮮語ではパッ（朝鮮語: 팥、アズキ）はコン（朝鮮語: 콩、豆）の一種とはみなされず、むしろコンと対比される。修飾語のないコンは通常はダイズを意味する。ソ（朝鮮語: 소）がフィリングを意味するように、パッソ（朝鮮語: 팥소）という単語は味を加える前のアズキのフィリングを意味する。パッソにタン（朝鮮語: 단、甘い）を付けたタンパッソ（朝鮮語: 단팥소）は甘い小豆餡を指し、しばしばタンパッ（朝鮮語: 단팥）とも呼ばれる。コピ（朝鮮語: 거피、皮を剥いた）をパッに付けるとコピパッ（朝鮮語: 거피팥、皮を剥いたアズキ）となり、コピパッから作られる白い餡はコピパッソ（朝鮮語: 거피팥소）と呼ばれている。

## 種類
小豆餡は堅さ、甘さ、色によって分類される。

### 中国

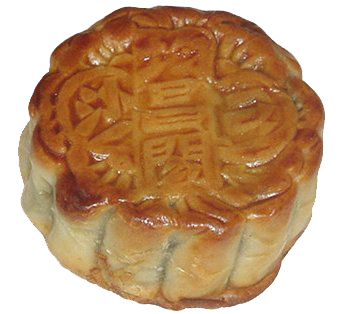
中国の月餅
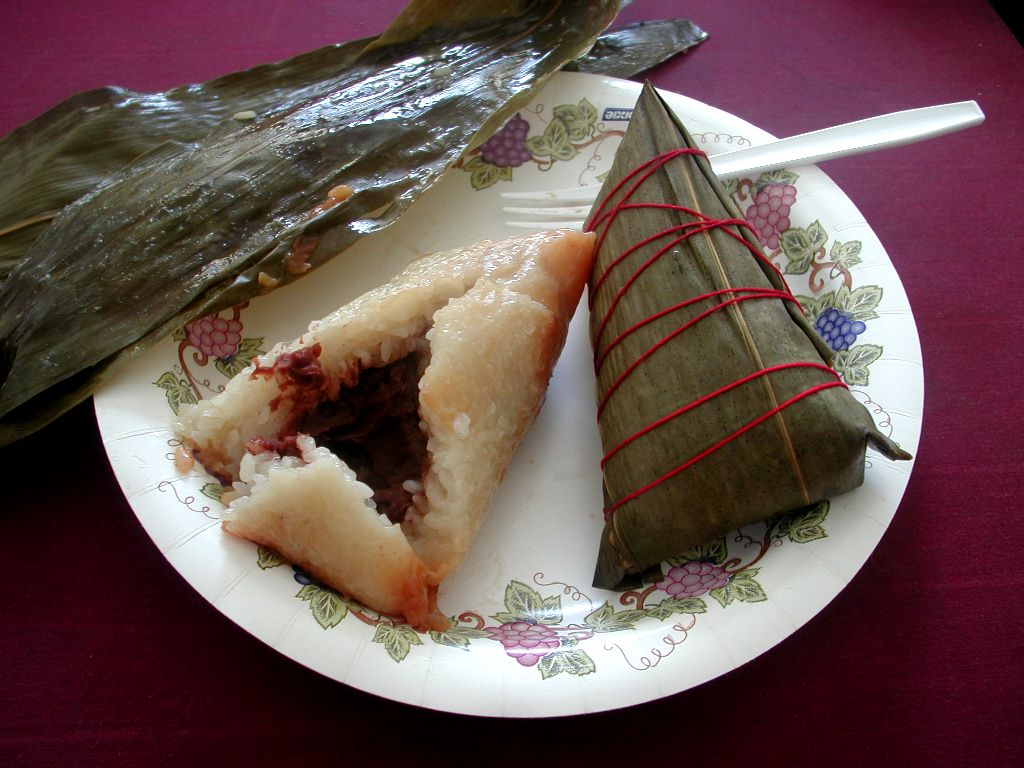
ちまき

中華料理で最も一般的な小豆餡は次の通りである:
潰し餡
アズキを砂糖と一緒に煮た後に潰して作る。餡は潰れたアズキと皮を少し含みなめらかである。意図した食感に応じてアズキをどの程度潰すか調整できる。食感を加えるために潰していないアズキを餡に戻すこともできる。この餡は中華菓子で最も一般的で人気な小豆餡である。この餡はそのまま食べたり甘いスープに入れて食べることもできる。
濾し餡
アズキを砂糖を加えずに煮た後に潰し、薄めてスラリー状態にする。次にスラリーを濾し器で濾して皮を取り除きチーズクロスを使って絞って乾燥させる。乾燥させた餡を直接甘くして使うこともできるが、通常は食感や口当たりを良くするために植物油かラードを加える。濾し餡は主に中国のペイストリーの餡として使用される。

### 日本

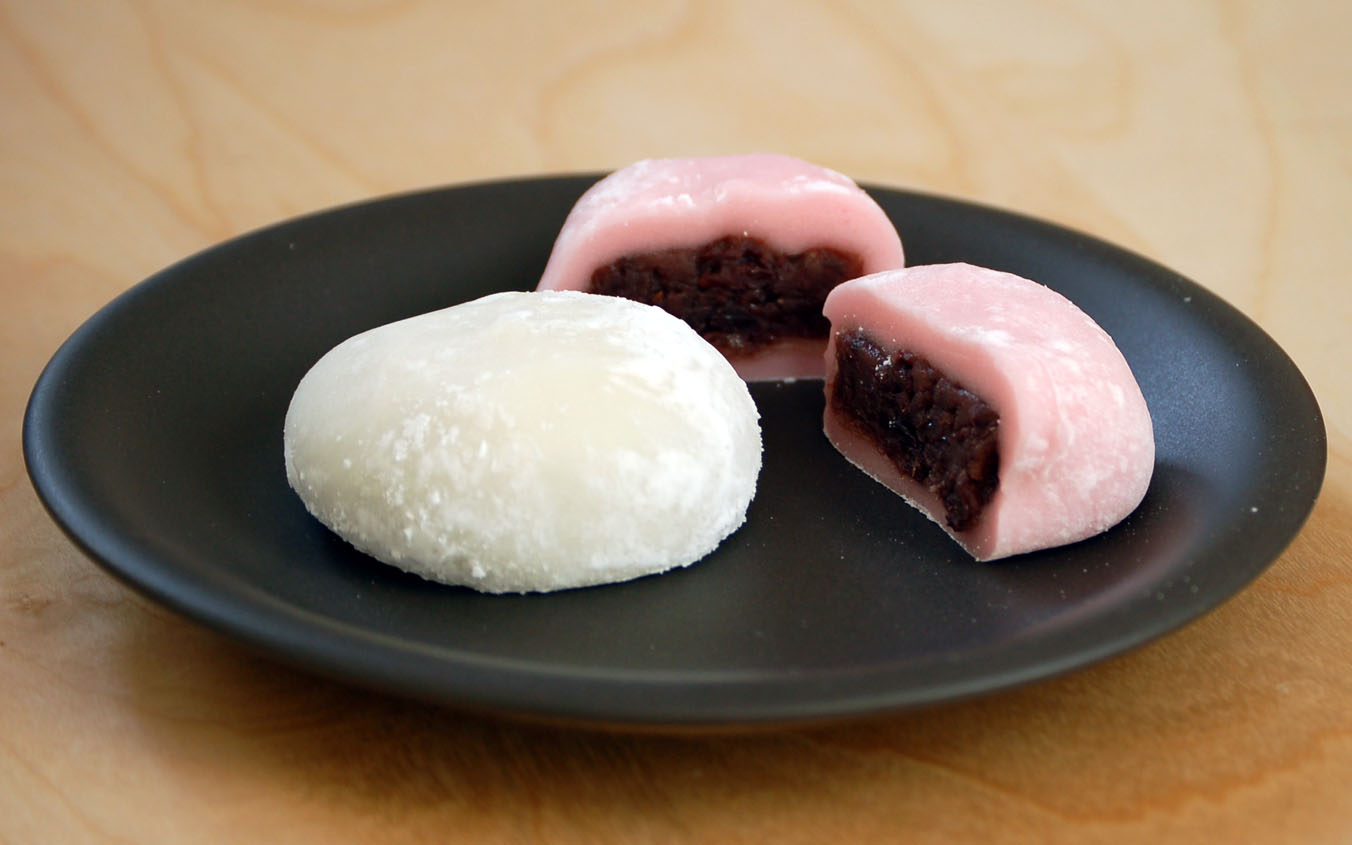
小豆餡を詰めた大福
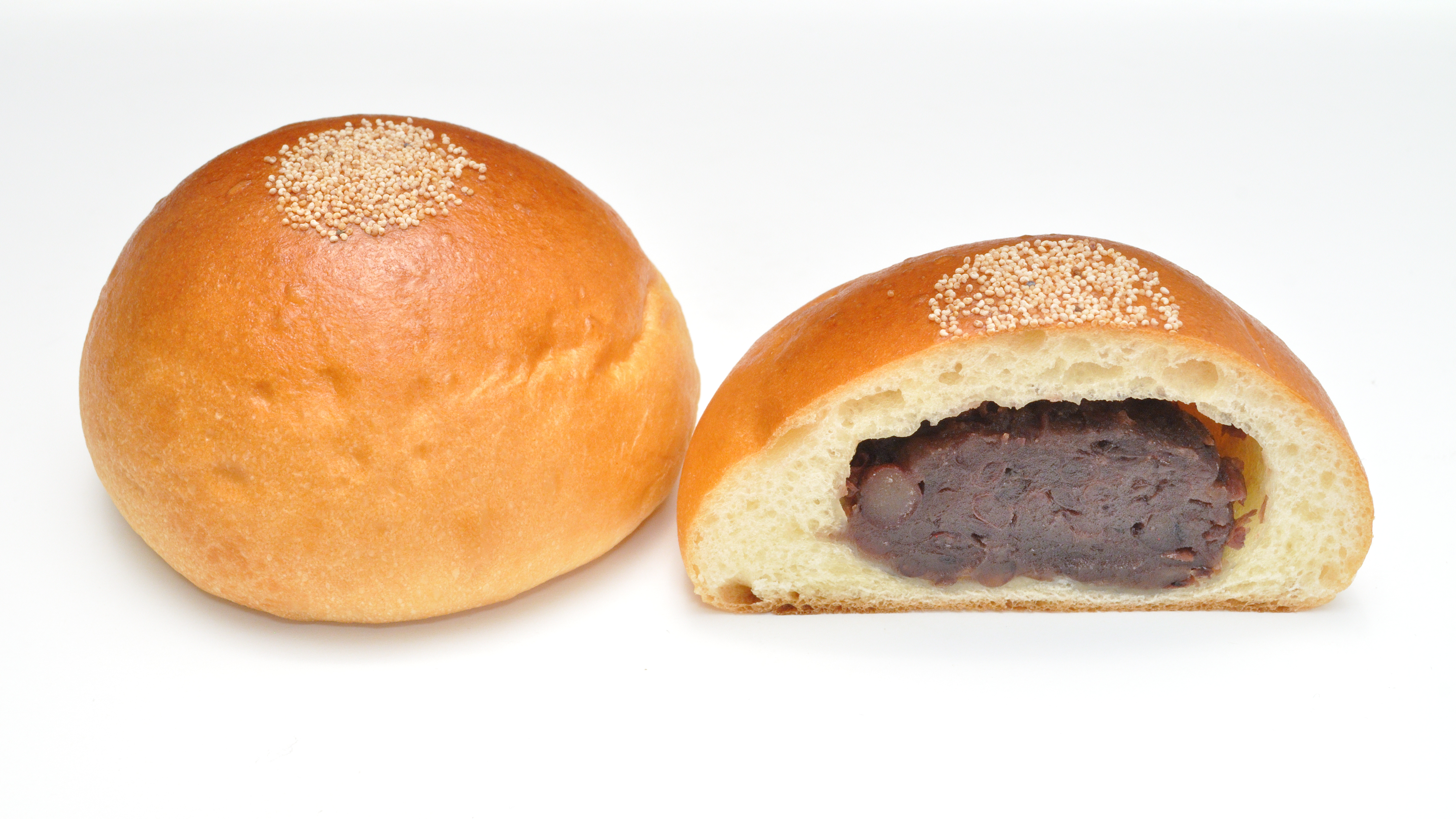
日本のあんパン
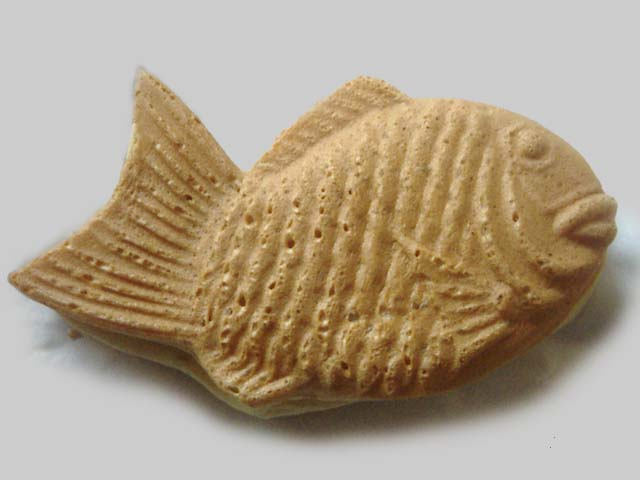
日本のたい焼き
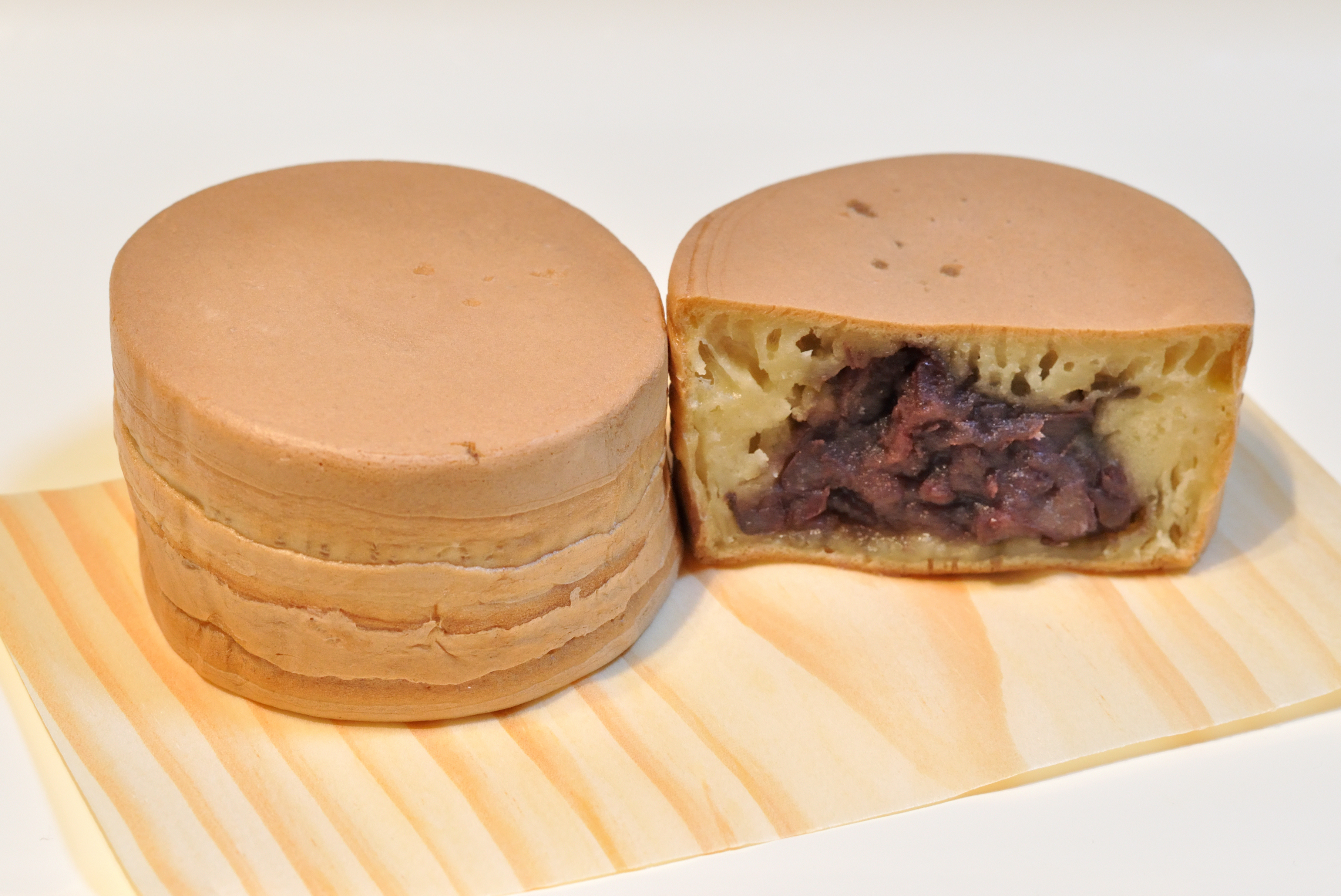
今川焼き

日本料理と和菓子で最も一般的な小豆餡は次の通りである:
粒餡（つぶあん）
まるごとのアズキを砂糖と一緒に煮てそれ以外は何もしない。
潰し餡（つぶしあん）
アズキを煮た後に潰す。
漉し餡（こしあん）
最も一般的な小豆餡で、アズキを濾し器で濾して皮を取り除く。
晒し餡（さらしあん）
アズキを乾燥させた後に水で戻して作る。
小倉餡（おぐらあん）
名前の由来は京都西部の小倉山で、漉し餡と粒餡を混ぜて作る。

### 朝鮮

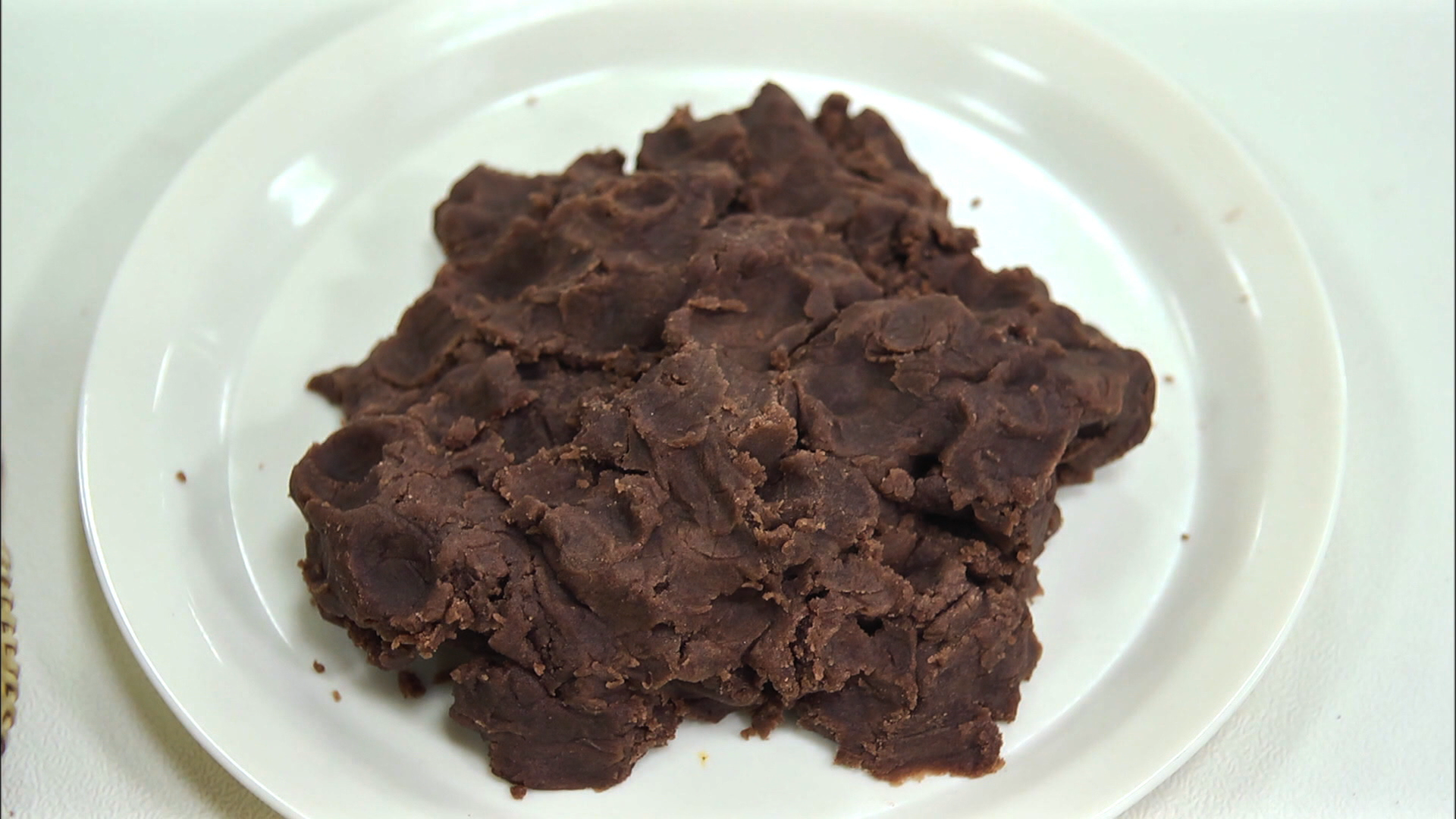
パッソ

朝鮮料理と韓菓で最も一般的な小豆餡は次の通りである:
パッソ（朝鮮語: 팥소）
アズキを茹でた後に潰すか挽いて作る。口当たりをなめらかにするために餡を濾し器で濾して皮を取り除いてもよい。
タンパッ（朝鮮語: 단팥）またはタンパッソ（단팥소）
パッソを作るときに蜂蜜や砂糖を加えて作る甘い小豆餡。口当たりをなめらかにするためにアズキの皮を取り除くことが多い。
コピパッソ（朝鮮語: 거피팥소）
皮を剥いたアズキを茹でた後に潰すか挽いて作る白い餡。

## 小豆餡を使う食品

### 中国
小豆餡は次のような中華料理で使われている:
紅豆湯（繁体字: 紅豆湯/紅豆沙; 拼音: hóng dòu tāng / hóng dòu shā）
レシピによっては小豆餡に更に水を加えて濃厚で甘いスープの糖水にする。紅豆湯は湯円やハスの実と一緒に作って食べることが多い。紅豆湯は一般的にはデザートである。
湯円（繁体字: 湯圓; 拼音: tāng yúan）
小豆餡などの甘い具材を詰めて白湯か甘みを付けた湯で茹でて作るもち米の小吃。
甘いちまき（繁体字: 粽子; 拼音: zòng zi）
もち米と小豆餡をタケの葉で包んで蒸したり茹でたりしたもの。ちまきを作るためには通常特別に用意された黄色いもち米を使う。
月餅（繁体字: 月餅; 拼音: yùe bĭng）
薄い生地で具材を包んだ焼きペイストリー。具材には伝統的に潰したハスの実、小豆餡などが使われる。小豆餡を具材にした場合は生の小豆餡によく似た食感になる。月餅は中秋節によく食べられる。
包子（中国語: 豆沙包; 拼音: dòu shā bāo）
様々な風味や甘い具材を詰めた蒸し発酵パン。
芝麻球（繁体字: 煎堆; 拼音: jiānduī）
白玉粉で作った揚げペイストリーで、小豆餡が詰められることもある。
- 中国の月餅
- ちまき

### 日本
小豆餡は次のような和菓子で使われている:
あんみつ
小豆餡、小さく切った寒天、フルーツを載せてシロップをかけたデザート。
あんパン
小豆餡を詰めた甘いパン。
大福
小さな丸い餅に小豆餡を詰めた和菓子。
あんこ団子
米粉で作られた団子で、小豆餡がトッピングされたり詰められたりすることもある。
どら焼き
2枚のカステラ風生地で小豆餡を包んだ和菓子。
今川焼き
餡が詰められている和菓子。大判焼きなどの様々な名称でも呼ばれる。
饅頭
小豆餡を包んだ蒸しケーキ。
汁粉またはぜんざい
アズキの入った汁で、一般的には餅と共に提供される。
桜餅
甘い桃色の餅で小豆餡を詰めて、塩漬けしたサクラの葉で包んだ和菓子。
たい焼き
魚の形をしたケーキに小豆餡を詰めた和菓子。
羊羹
小豆餡と寒天と砂糖を使ったゼリー状の和菓子。
- 小豆餡を詰めた大福
- 日本のあんパン
- 日本のたい焼き
- 今川焼き

### 朝鮮
小豆餡は次のような朝鮮のスナック菓子やデザートで使われている:
ゲピトック（朝鮮語: 개피떡）
コピパッソを包んだトックの一種。
プンオパン（朝鮮語: 붕어빵）
甘いタンパッソを魚の形をしたペイストリーで包んだ菓子。
チャルボリパン（朝鮮語: 찰보리빵）
甘いタンパッソを2枚の小さくて甘いパンケーキで包んだ菓子。
もち米ドーナツ（朝鮮語: 찹쌀도넛）
甘いタンパッソをもち米のドーナツに詰めた菓子。
キョンダン（朝鮮語: 경단）
甘いタンパッソを米粉で作ったボール状のケーキに詰めた菓子。
ホドゥグァジャ（朝鮮語: 호두과자）
甘いタンパッソを詰めたクルミの形をしたクッキー。
ホパン（朝鮮語: 호빵）
温かくてフワフワのペイストリーに甘いタンパッソや甘いノクトゥッソ（朝鮮語: 녹두소、リョクトウ餡）を詰めたスナック菓子。
皇南パン（朝鮮語: 황남빵）
甘いタンパッソが詰められた表面に菊の花の印が押されたペイストリー。
チンパン（朝鮮語: 찐빵）
甘くないパッソを温かくてフワフワのペイストリーで包んだ蒸しパンで、通常はアズキの皮が入っている。
クルパン（朝鮮語: 꿀빵）
甘いタンパッソとコーンシロップがかかっている甘いペイストリー。
パッピンス（朝鮮語: 팥빙수）
かき氷の一種。
ソンピョン（朝鮮語: 송편）
甘くないパッソ、甘いタンパッソ、白いコピパッソなどの様々な具材を詰めたトックの一種。
トンパン（朝鮮語: 똥빵）
甘いタンパッソを糞の形をしたペイストリーに詰めたパン。

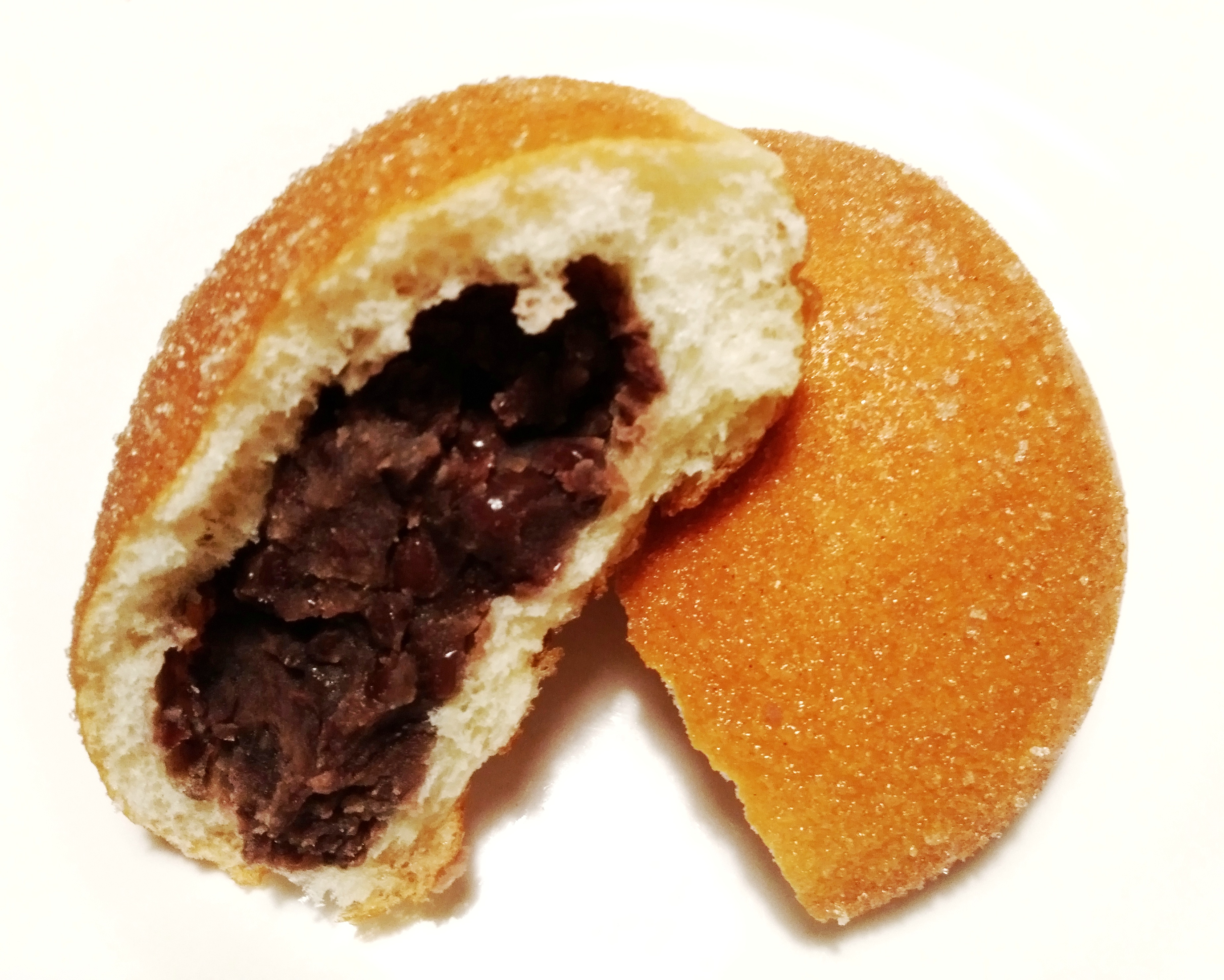
タンパッソを詰めたタンパッドーナツ
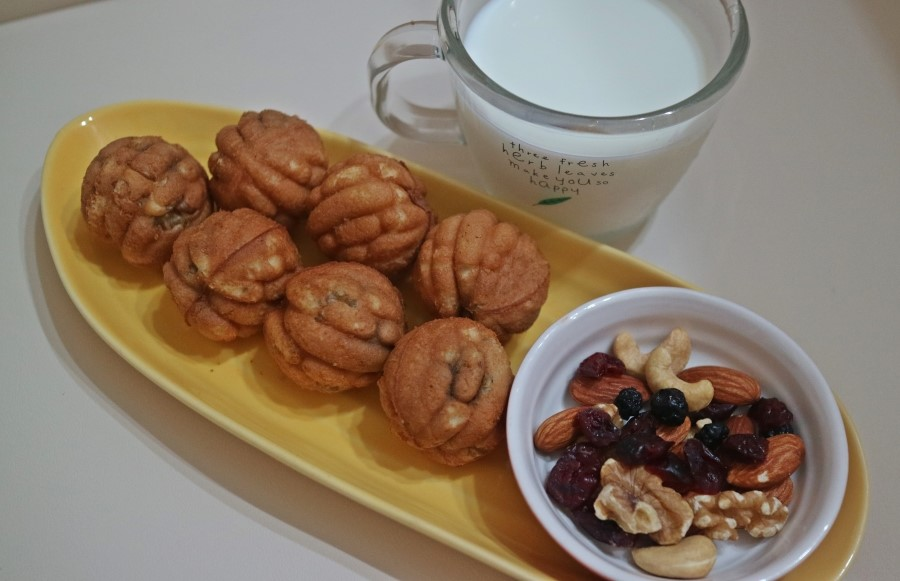
タンパッソを詰めたホドゥグァジャ（英語版）
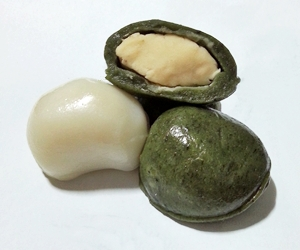
コピパッソを詰めたゲピトック（英語版）